# Pilcomayo

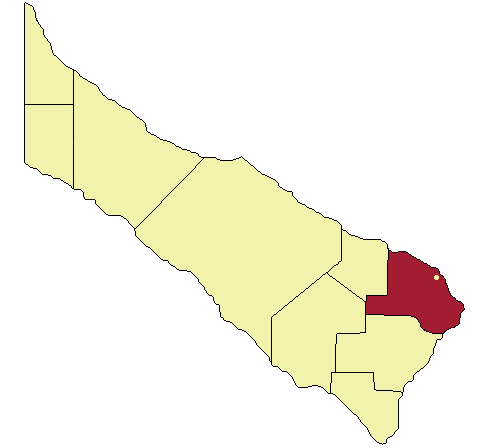
Departementet Pilcomayo i provinsen Formosa.

Pilcomayo är ett departement i den argentinska provinsen Formosa, i norra delen av landet vid gränsen mot Paraguay. Huvudstad i departementet är Clorinda, som är provinsens näst mest befolkade stad. Pilcomayo har en yta på 5 342 km² och 78 114 invånare (2001). Bland Pilcomayos övriga städer finns Laguna Blanca, Laguna Naick Neck, Riacho He-Hé och Siete Palmas. Pilcomayoflodens nationalpark (Parque Nacional Río Pilcomayo) som korsas av Pilcomayofloden, ligger omkring 45 kilometer väster om Clorinda.